# عز الدين الأفرم
الأميرُ عز الدين أيبك الأفرم الصالحي قائد عسكري مسلم من كبار المماليك البحرية سمع من ابن رواج وحدث وكان في كبار الدولة المصرية له أموال كثيرة وأملاك عظيمة وكانت فيه خبرة وشجاعة، ويعتبر من أبرز الأمراء في عهد كل من الظاهر بيبرس والمنصور قلاوون.

## أصله
يقال إنّه حرّ الأصل من أهل برقة، وأنّ اسم أبيه مصطفى. ثم صار من جملة مماليك الصالح نجم الدين أيّوب وأحد سقاته. وكانت برقة في هذا الزمن جزء من الديار المصرية ويسكنها القبط والبربر والعرب فيقول المؤرخ ابن الفقيه الهمذاني:
" وأرض مصر محدودة أربعين ليلة في مثلها وكانت منازل الفراعنة.. وطول مصر من الشجرتين اللتين بين رفح والعريش إلى أسوان، وعرضها من برقة إلى أيلة وهي مسيرة أربعين ليلة في أربعين ليلة."
إلا أن هناك بعض المصادر تذكره باسم "عز الدين أيبك بن عبد الله" في دلالة على أن أصله غير معروف.

## سيرته

### تمرده في الصعيد
في عام 1255م تمرد عز الدين أيبك الأفرم على السلطان المعز عز الدين أيبك وسار إلى الصعيد وقام بجمع العربان فسيّر إليه أيبك العسكر بقيادة وزيره الأسعد شرف الدين الفائزي الذي تمكن من إخماد التمرد.

### في عهدالأسرة الظاهرية
بعد سلطنة الظاهر بيبرس عام 1260م قام بتعيينه أمير جاندار، وفي سنة 1279م كان عز الدين الأفرم نائب قلعة الجبل وحاول منع الأمراء من عزل الملك السعيد محمد فقام بقفل أبواب القلعة لصد المحاصرين لكن الأمير سيف الدين قلاوون استطاع القبض عليه وأُفرج عنه بعد خلع الملك السعيد وتنصيب أخوه بدر الدين سلامش.

### في عهد سلاطينبنو قلاوون
فلمّا ولي الملك المنصور قلاوون السلطنة أفرج عنه ورتّبه نائب السلطنة بديار مصر، ثم عزله في 24 رمضان سنة 678هـ بالأمير حسام الدين طرنطاي وعمله أمير جاندار على عادته. وجرّده على عسكر إلى قتال الملك المسعود نجم الدين خضر بن الملك الظاهر بيبرس بالكرك، فخرج من القاهرة في 7 ذي الحجّة منها، ونازل الكرك إلى أن قام سنقر الأشقر نائب دمشق بها ودعا إلى طاعته وأخذ مدينة غزّة فسار إلى غزّة هو والأمير بدر الدين بيليك الأيدمريّ وكان منازلا للشوبك، وأخرجا أصحاب سنقر الأشقر من غزّة وأسرا عدّة ممّن كان بها من أمرائه.

#### غزو بلاد النوبة
قاد حملة غزو بلاد النوبة مع الأمير بتكمر الجوكندار وأيدمر والي قوص وكانت هذه الحملة في 8 شوال سنة 688هـ أي بعد سنتين من حملة عز الدين الكوراني أما من الأجناد فـ كان معه أجناد المراكز بالوجه القبليّ وعربان الوجه القبليّ والوجه البحريّ زيادة على أربعين ألف راجل، وخرج معهم ملك النوبة ونائبه جريس فلمّا وصلوا أسوان مات ملك النوبة، فبعث السلطان من القاهرة رجلًا اسمه سكندة من أولاد أخت الملك داود عوضا عنه ليملّكوه، فلمّا وصل أسوان انقسم الجيش نصفين في البرّين الغربيّ والشرقيّ. فسار الأفرم في البرّ الغربيّ بنصف الجيش، وساروا إلى قوص بالنصف الآخر من الشرق، وقدّموا جريس نائب ملك النوبة ومعه أولاد الكنز فجهّز لهم الإقامات وتلقّاهم أكابر أهل النوبة من بلاد الدّوّ إلى جزائر ميكائيل، وهي البلاد التي تحت حكم جريس. فلمّا تعدّوا بلاده نهبوا ما مرّوا به وقتلوا من وجدوه وحرّقوا حتى دخلوا مدينة دنقلة، فلم يجدوا بها أحدا سوى شيخ فان وعجوز كبيرة فأخبرا العسكر أنّ الملك سمامون قد تحصّن بجزيرة في النيل مسافتها من دنقلة خمسة عشر يوما وطولها مسيرة ثلاثة أيّام وبعث إليه ليدخل في الطاعة وبذل له الأمان فامتنع. وأقام العسكر ثلاثة أيّام، وأوهموه أنّهم قد أرسلوا في طلب المراكب والحراريق. فانهزم عند الجزيرة إلى جهة الأبواب وليست في مملكته. فتركه من كان معه من السّواكرة - وهم الأمراء- وفارقه الأسقف والقسوس ومعهم الصليب الفضّة الذي يحمل على رأس الملك وتاج المملكة، وطلبوا الأمان. فأمّنهم أيدمر وخلع على أكابرهم، وعادوا إلى دنقلة في جمع كبير. فعدّى الأمير عزّ الدين الأفرم وقبجق المنصوري إلى البرّ الشرقيّ وتركا العسكر في مكانه وصارا إلى دنقلة ولبس العسكر آلة الحرب وطلّبوا من الجانبين ورتّبت الحراريق في البحر ولعبت بالنفط. ومدّ الأفرم الخوان في كنيسة أسوس التي هي أكبر كنائس دنقلة، «ثم ملك الرجل الواصل من القاهرة ووضع تاج المملكة على رأسه. وحلف على الطاعة للملك المنصور وحلفت أكابر النوبة»، وتقرّر البقط على عادته. وأقيم بدنقلة مع ملكها من جهة السلطان رجل من أصحاب أيدمر والي قوص يقال له ركن الدين بيبرس العزّيّ. وعاد الأفرم بجميع العساكر إلى أسوان بعد أن كانت مدّة الغيبة عنها ستة أشهر وسار إلى القاهرة فوصل في أوّل جمادى الأولى سنة 689هـ.

#### القبض عليه
ولم يزل إلى أن قبض عليه السلطان المصري الأشرف خليل بن قلاوون في يوم السبت 2 شوّال سنة 692هـ، وأحيط بسائر أمواله، وحمل منها إلى بيت المال مبلغ مائة ألف وستّين ألف دينار مصريّة، ومن الغلّات ستّة وتسعون ألف إردبّ فأقام في الاعتقال إلى أن أغتيل الأشرف صلاح الدين خليل وقام الأمير كتبغا المنصوري النائب بتدبير سلطنة الملك الناصر محمد بن قلاوون، فأفرج عنه في سلخ صفر سنة 693هـ. ثم لمّا تسلطن جعله أمير جاندار في يوم الخميس 12 المحرّم سنة 694هـ.

## وفاته
توفي في القاهرة سنة 652هـ في عهد السلطان كتبغا المنصوري ووصي عز الدين الأفرم قبل وفاته أن عند وفاته يقيموا له جنازه يرتدوا فيها كل من مماليكه وأحصنته وخدمه أجمل الملابس وأن يحملوا الأعلام والبيارق وتدق الطبل والأبواق. تم تنفيذ وصيته، وأُقيمت له جنازة مهيبة؛ لكن حسام الدين لاجين نائب السلطنة منع دق الطبول.
كان عز الدين أيبك الأفرم كثير الخير والإحسان، وعمّر كثيرًا من المدارس والمساجد بإسنا وبقوص وبمدينة مصر وكانت دنياه واسعة مقبلة، وهو من وسائط الخير وأهل المعروف وأرباب المروءات ومن أهل الدين. وكانت أمواله من الزراعة فإنّه كان يتتبّع أراضي الحرس فيشتريها أو يستأجرها ثم يعمّرها، وكان مع هذا محظوظا فيها فصار بيده عدّة بلاد، وكلّ بلد يأخذها لا بدّ له من أن يعمل فيها أثرًا إمّا يبني مسجدا أو جامعًا أو منارًا يؤذّن عليه. وكان إذا سمع بمسجد خراب عمّره. فبنى نحو ثلاثمائة مئذنة.

## جامع الأفرم
يقع هذا الجامع بسفح الرصد عمره الأمير عز الدين أيبك الأفرم أمير جاندار في شهور سنة 663هـ لما عمر المنظرة هناك، وعمر بجوارها رباطًا للفقراء، وقرّرهم عدّة تنعقد بهم الجمعة، وقرّر إقامتهم فيه ليلًا ونهارًا، وقرّر كفايتهم وإعانتهم على الإقامة، وعمَّر لهم هذا الجامع يستغنون به عن السعي إلى غيره وذكر أن الأفرم أيضًا عمر مسجدًا بجسر الشعيبية في شعبان سنة 693هـ جامعًا هدم فيه عدّة مساجد.